# Han Seung-soo
Han Seung-soo (Gangwon, 28 dicembre 1936) è un politico sudcoreano.

## Biografia
Fu primo ministro della Corea del Sud dal 29 febbraio 2008 al 28 settembre 2009